# Melitaea fascelis
Melitaea fascelis är en fjärilsart som beskrevs av Eugen Johann Christoph Esper 1783. Melitaea fascelis ingår i släktet Melitaea och familjen praktfjärilar. Inga underarter finns listade i Catalogue of Life.